# Anemone helleborifolia
Anemone helleborifolia är en ranunkelväxtart som beskrevs av Dc.. Anemone helleborifolia ingår i släktet sippor, och familjen ranunkelväxter. Inga underarter finns listade i Catalogue of Life.